# Carl Michael Bellman

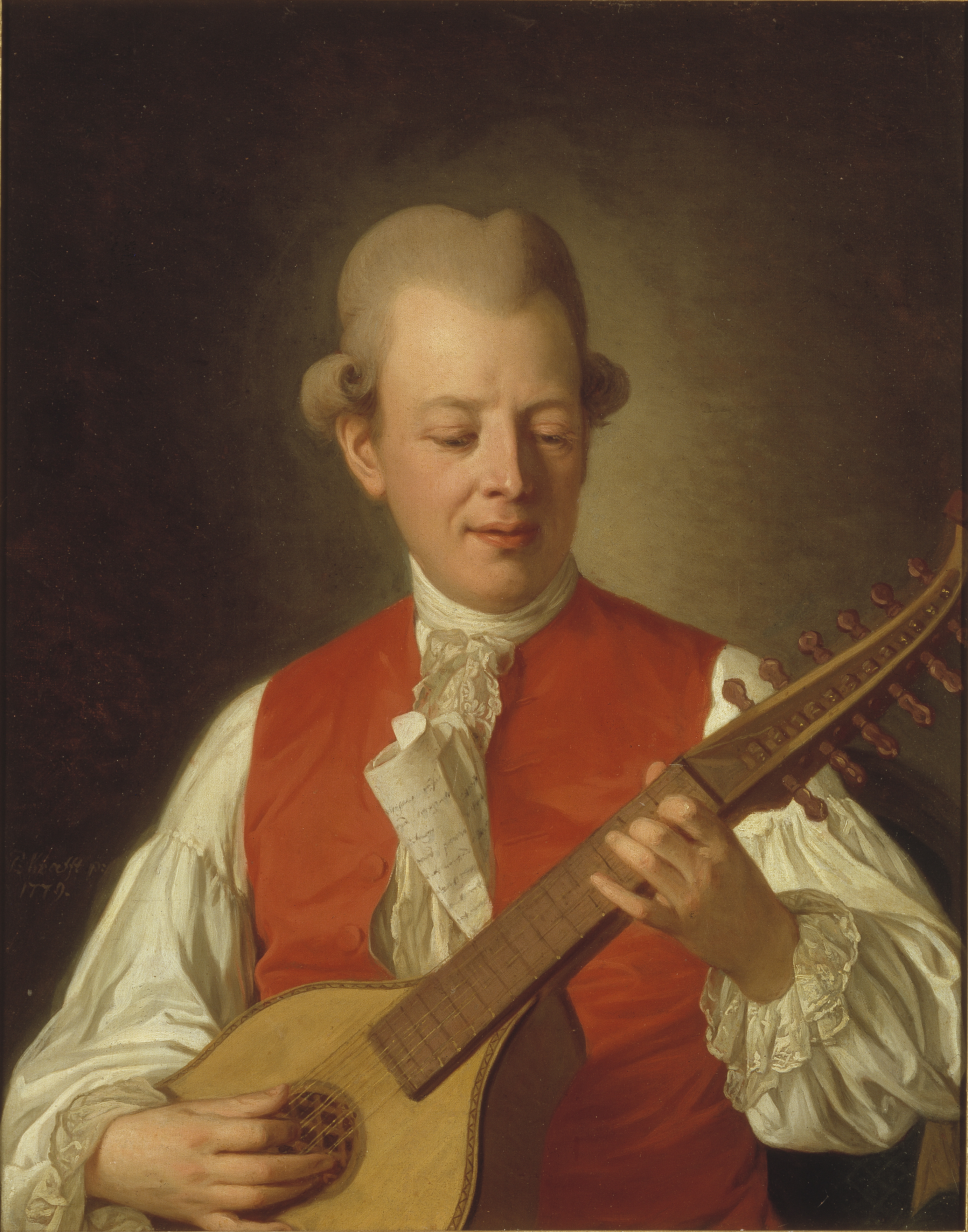
Carl Michael Bellman

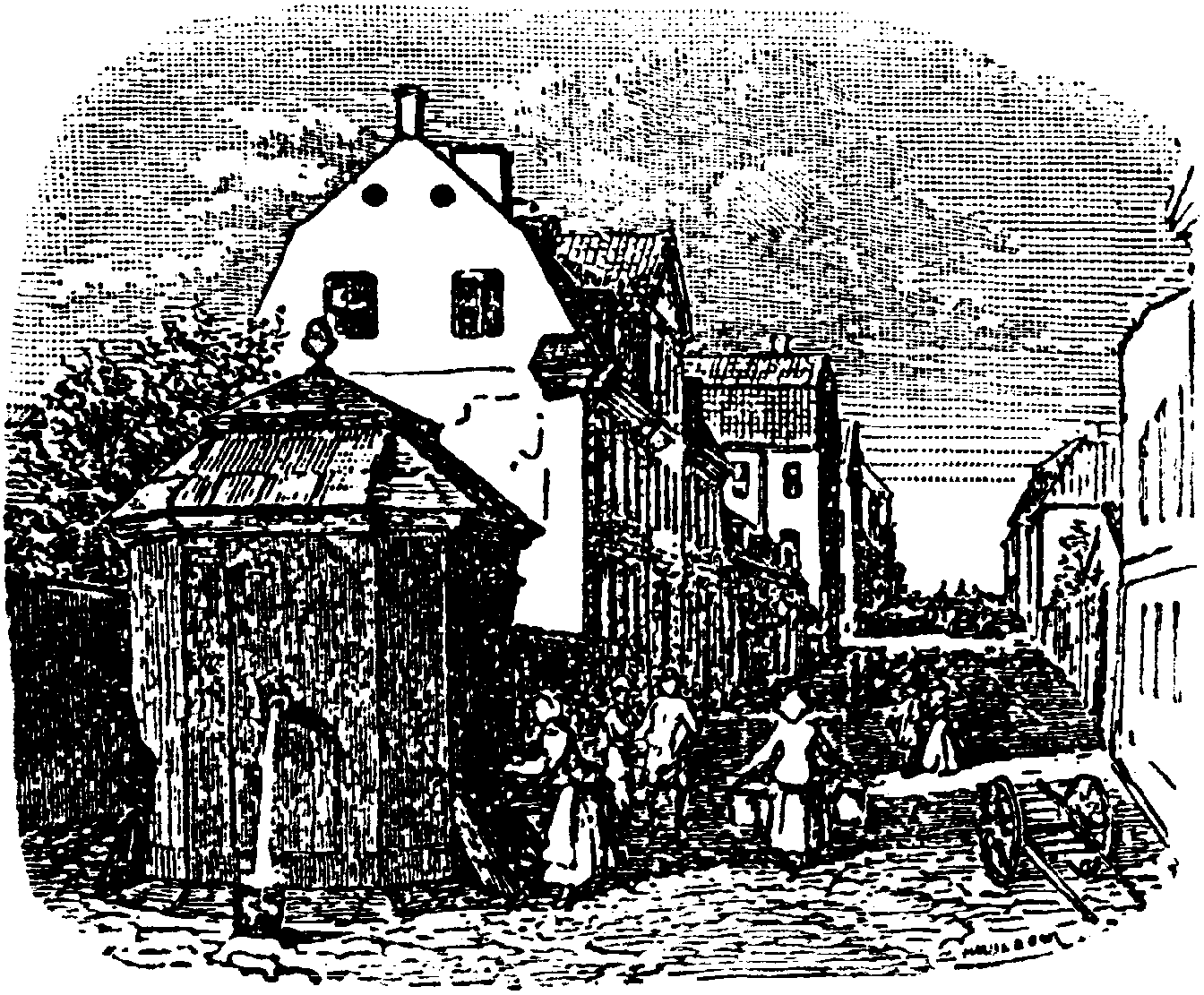
In dit huis werd Carl Michael Bellman geboren, afbeelding uit het Nordisk familjebok

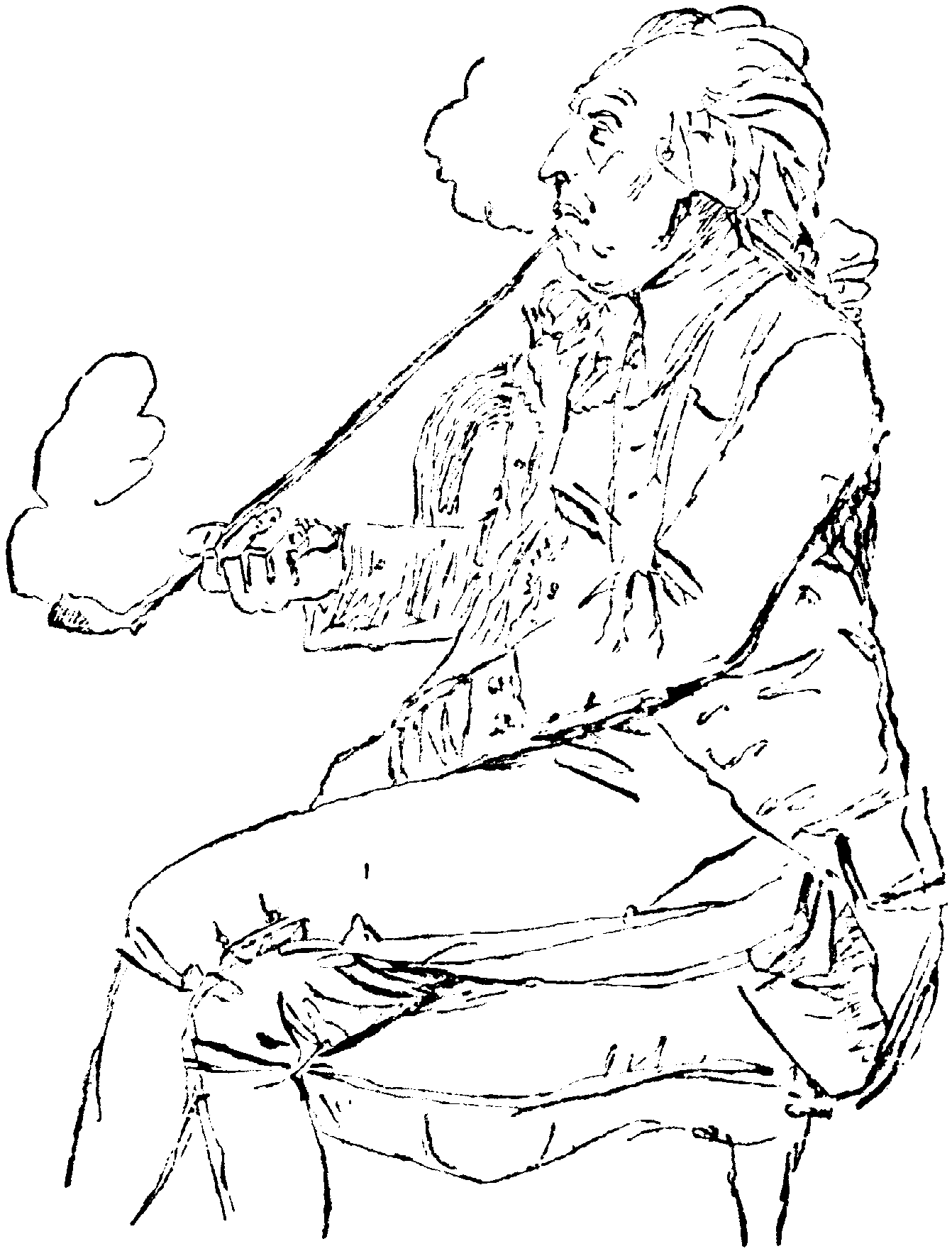
Carl Michael Bellman, Johan Tobias Sergel, 1792

Carl Michael Bellman (Stockholm, 4 februari 1740 - aldaar, 11 februari 1795) was een Zweeds dichter en componist.

## Levensloop
Carl Michael Bellman is een centrale figuur in de Zweedse liedtraditie en heeft ook vandaag de dag nog een zeer belangrijke rol, zowel in de Zweedse muziek als in de Scandinavische literatuur in het algemeen.
Zijn belangrijkste werken zijn de liederen van Fredman (Fredmans Sånger) en de Epistels van Fredman (Fredmans Epistlar), bij elkaar bijna 150 liederen, waaronder vele drank- en gezelschapsliederen, over bacchanalische en amoureuze onderwerpen. Dit aspect van zijn liederen is echter niet de belangrijkste reden dat Bellman zo'n icoon in de Scandinavische liedtraditie is geworden. Bellman was een meester wat rijm en ritme betreft, hij had een groot talent voor het combineren van woorden en muziek, hij was gespecialiseerd in het parodiëren op en vernieuwen van de literaire stijl van zijn tijd, en hij koos uitdagende onderwerpen.
Oppervlakkig beschouwd gaan zijn liedjes veelal over de vreugde van de dronkenschap en het nastreven van seksueel genot. Deze thema's zette Bellman echter op unieke en vaak ontroerende wijze in het licht van de eindigheid van het leven en de tragiek van de sterfelijke mens. Zijn liederen weerspiegelen het leven van de gewone man in het 18e-eeuwse Stockholm, maar mede door zijn dichtwerk Gustafs Skål, een informeel loflied op de koning, verwierf hij de steun van koning Gustaaf III van Zweden.
Personages in zijn liederen zijn onder meer de klokkenmaker Fredman, de prostituee Ulla Winblad, de ex-militair, dronkaard en muzikant Movitz en Fader Berg, een virtuoos op diverse instrumenten. Sommigen van hen waren gebaseerd op levende voorbeelden. Bellmans liederen bevatten vaak verwijzingen naar de Griekse en Romeinse mythologie, zoals de veerman Charon en de God van wijn en plezier, Bacchus.
Bellman bespeelde zelf de luit en hij trad op in cafés en in salons van de betere standen, waar hij een enthousiast publiek vond.

## Werk van Bellman
- Gustafs Skål
- Du gjorde väl, du kom!, psalm
- Bacchi Tempel, 1783
- Fredmans epistlar, 1790
- Fredmans sånger, 1791

### In het Nederlands
- Sterven van liefde en leven van wijn, 2003, een bloemlezing uit de Epistels & Zangen van Fredman, vertaald uit het Zweeds en ingeleid door Bertie van der Meij. Van der Meijs vertaling werd in 2008 bekroond met de Amy van Markenprijs.

## Hedendaagse vertolkingen
Bellmans liederen worden nog steeds uitgevoerd. In Zweden zijn er regelmatig Bellman-festivals waarop ze ten gehore worden gebracht. Ze zijn op de plaat gezet door moderne Zweedse artiesten zoals Fred Åkerström, Cornelis Vreeswijk, Evert Taube, Sven-Bertil Taube, rockmuzikant Joakim Thåström, en zelfs door metalbands als Candlemass of de blackmetalband Marduk. 

Bellmans liederen worden vaak gebruikt als koormuziek en ook bij feesten en partijen zijn ze nog steeds in zwang. 
Belangrijke hedendaagse podiumvertolkers van Bellmans liederen zijn Martin Bagge, Nis Bank-Mikkelsen, Poul Dissing, Thord Lindé.
Bellman is in het Engels vertaald door met name Paul Britten Austin; ook zijn er vele vertalingen in het Duits (door Hannes Wader en vele anderen). De Duitse communistische leider Karl Liebknecht zong graag liederen van Bellman, hij was zelfs in staat om dat in het Zweeds te doen. Hans Christian Andersen was een van de eersten die werk van Bellman in het Deens vertaalden.

Een aantal liederen uit de Nederlandse vertaling van Bertie van der Meij zijn op het podium gebracht door Marcel Reijans tijdens een serie concerten met het Barokensemble Eik en Linde in 2006. In 2014 heeft de Brabantse zanger Martin Peulen een twaalftal van deze vertalingen uitgevoerd in de Waalse Kerk in Breda, onder begeleiding van Stijn Mattheij (viool) en Joost Tholhuijsen (accordeon), die ook verantwoordelijk waren voor de arrangementen. Voorts heeft de in Nederland geboren maar in Zweden opgegroeide Cornelis Vreeswijk een aantal Nederlandse bewerkingen van Bellmanliederen gemaakt; enkele daarvan zijn op cd gezet. In 2016 is een cd uitgebracht door het Cornelis Vreeswijk Genootschap met 11 door Cornelis zelf gemaakte en gezongen vertalingen van liederen die voorkwamen op de Zweedse lp "Spring mot Ulla, spring!". De vertalingen waren gemaakt in 1974, maar tientallen jaren later herontdekt.
Bellmans liederen zijn ook vertaald, op lp en cd gezet in onder andere het Italiaans, Frans, Fins (bijvoorbeeld door Vesa-Matti Loiri), Russisch en Spaans. Britse vertolkingen zijn uitgebracht door William Clauson, Martin Best, Sven-Bertil Taube, Roger Hinchliffe en Martin Bagge.